# MTV UNPLUGGED JUJU
『MTV UNPLUGGED JUJU』(エムティーヴィー アンプラグド ジュジュ)は、JUJUのライブ・ビデオ。ライブ・アルバムの方もこちらに記載する。

## 解説
2012年にアメリカ、ニューヨークにて行われたライブの模様を収録している。
また、日本人アーティストとしては、ニューヨークのタイムズ・スクエアのMTVスタジオにてライブが行われたのは、史上初の快挙となった。

## 収録曲
1. MTV Unplugged JUJU Opening
2. YOU
3. 光の中へ
4. I like it
5. 明日がくるなら
6. 瞳をとじて
7. ただいま
8. Hello, my friend
9. Paper Doll
10. ナツノハナ
11. My Life
12. Girl Talk
13. Lush Life
14. 奇跡を望むなら...
15. 花がめぐるところへ
16. New York State Of Mind

## ライブ・アルバム
『MTV UNPLUGGED JUJU』(エムティーヴィー・アンプラグド・ジュジュ)はJUJUのライブ・アルバム

### 解説
上記のセットリストから一部を除いて収録されている。

### 収録曲
1. 光の中へ
2. I like it
3. 明日がくるなら
4. 瞳をとじて
5. ただいま
6. Hello, my friend
7. Paper Doll
8. ナツノハナ
9. My Life
10. Girl Talk
11. Lush Life
12. 奇跡を望むなら...
13. 花がめぐるところへ
14. New York State Of Mind